# Rauriser Hochalmbahnen

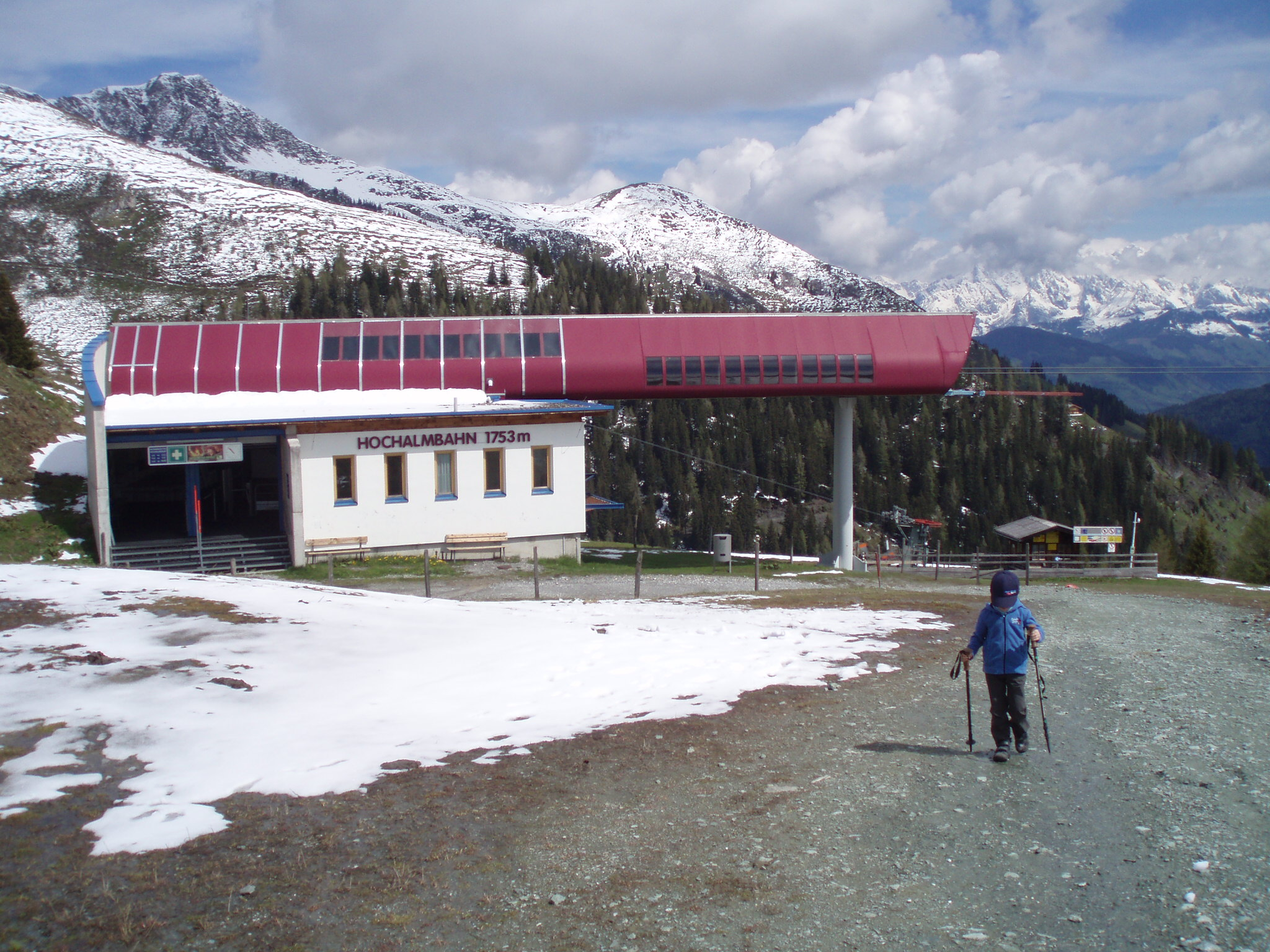
Hochalmbahn – Bergstation der 6er Gondelbahn auf 1753 m Höhe (Mai 2013)

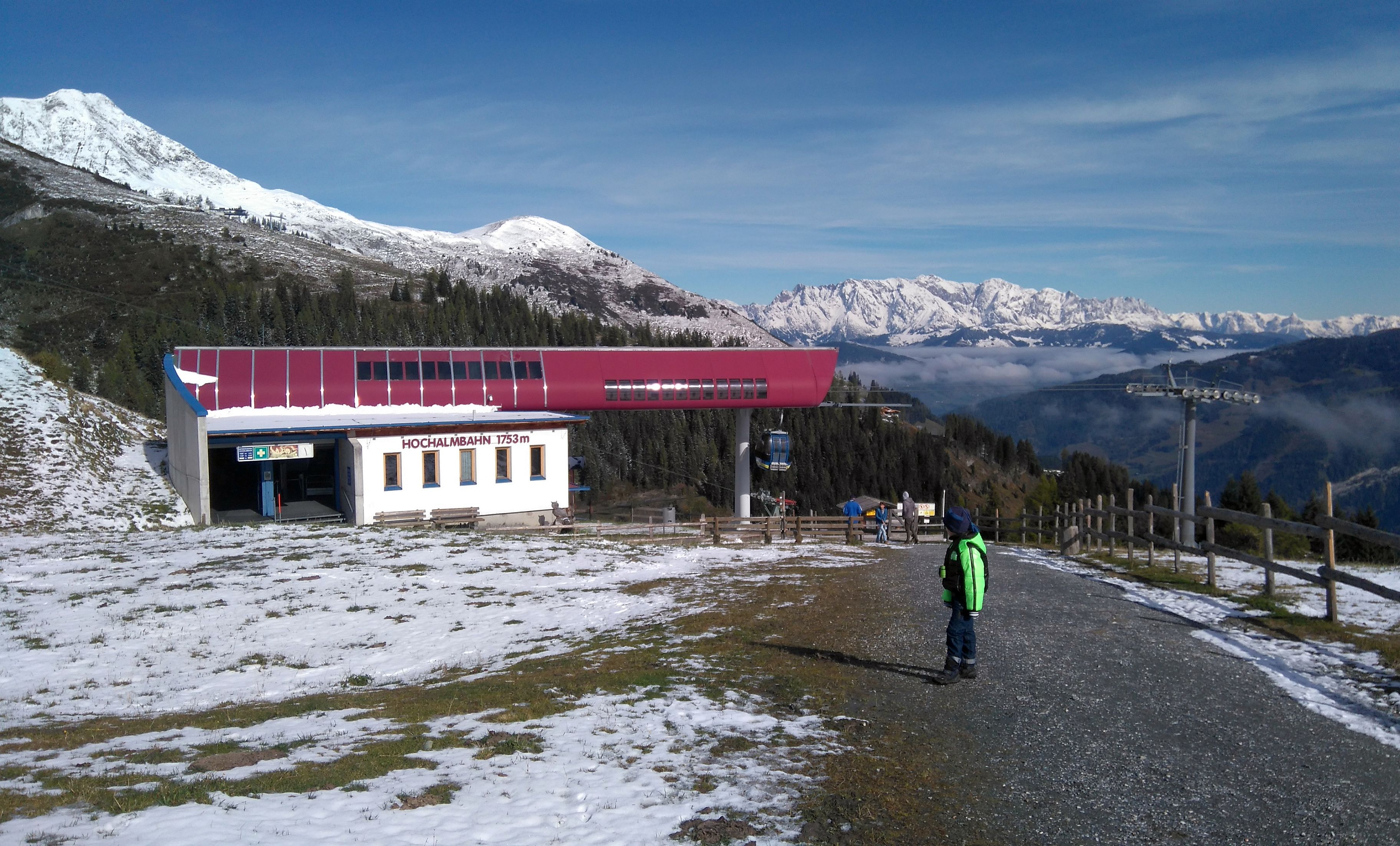
Gleiche Stelle (Oktober 2016)

Die Rauriser Hochalmbahnen sind ein Skigebiet im Raurisertal im Unterpinzgau im Land Salzburg. Die Talstation der Rauriser Hochalmbahnen liegt auf ca. 950 m ü. A. nahe der Ortseinfahrt Rauris-Süd, von dort reicht das Gebiet bis auf 2175 m ü. A.

## Liftanlagen

### Gondelbahnen
- Hochalmbahn: 6er Kabinenbahn, 2800 m Länge
- Gipfelbahn: 8er Kabinenbahn, 2400 m Länge
- Waldalmbahn: 10er Kabinenbahn, 2034 m Länge (neu ab Winter 2016/17)

### Sesselbahnen
- Kreuzbodenbahn: 2er Sesselbahn, 1000 m Länge

### Schlepplifte
- Jackalmlifte: Doppelschlepplift, 1450 m Länge
- Gratlift: Schlepplift, 1000 m Länge
- Kreuzbodenlift: Schlepplift, 400 m Länge
- Schwazerlifte: Übungslifte, 320 m Länge

## Pistenangebot
Es gibt 32,5 Pistenkilometer, die sich in leichte (15 km), mittlere (12,5 km) und schwierige (5 km) Abfahrten teilen.

## Sommer
Im Sommer bietet das Gebiet der Rauriser Hochalmbahnen Wandermöglichkeiten, Greifvogelschauen an der Greifvogelwarte (Bergstation) und einen Goldwaschplatz an der Mittelstation. Die 6er Kabinenbahn Hochalmbahn ist in den Sommermonaten in Betrieb.

## Geschichte
Am 11. Dezember 1963 wurde die Rauriser Skilift GmbH gegründet, zu Weihnachten 1963 geht der „Rainberglift“ in Betrieb. Die Rauriser Bergbahn AG wurde am 11. Mai 1970 gegründet. Es wird die Kreuzboden-Sesselbahn mit angeschlossenem Schlepplift auf der Kreuzboden-Alm gebaut. Aufbauend auf die Rainberg GmbH wurde am 27. Juli 1972 die Hochalmbahnen GmbH & Co. KG gegründet. Nach 5-monatiger Bauzeit geht am 25. Dezember 1972 der Doppelschlepplift „Jackalmlift“ in Betrieb. Der Gratlift wurde 1973 erbaut. Die Talstation der Hochalmbahn wurde in der Saison 1975/76 ausgebaut, es wird ein Verbindungsweg zwischen Kreuzboden und Heimalm gebaut. Der Kreuzboden-Schlepplift wurde 1978 modernisiert, der Wetterkreuz-Kurvenlift wird errichtet. Die Rauriser Bergbahn AG fusionierte 1978 mit der Hochalmbahnen GmbH & Co. KG zur Rauriser Hochalmbahnen AG. Der Waldalm-Schlepplift wurde in der Saison 1981/82 gebaut, es entsteht ein Verbindungsweg von der Waldalm zur Heimalm. Für den Sommerbetrieb entstand in der Saison 1983/84 ein Naturlehrpfad und ein Kinderspielplatz an der Heimalm. Für die Kreuzboden-Talabfahrt und den Schwazer Übungslift wurde 1986 eine Beschneiungsanlage angeschafft. In der Saison 1988/99 waren bereits sieben Schneekanonen im Einsatz. Im Juni 1993 beginnen die Arbeiten für die moderne 6er Kabinenbahn Hochalm mit zwei Teilstrecken, die den Hochalm-Sessellift ersetzen wird. Die Gipfelbahn wurde in der Saison 2002/03 realisiert. Ing. Siegfried Rasser wird 2009 Vorstandsvorsitzender und löst damit Erich Hutter ab, der nach über 20 Jahren Unternehmensleitung in den Ruhestand wechselt. Am Kreuzboden wird 2010 zum ersten Mal ein FIS-Telemark-Weltcup-Rennen ausgetragen. Am 3. April 2016 ist der Waldalm-Schlepplift das letzte Mal in Betrieb. Der Schlepplift wird durch eine moderne 10er Kabinenbahn ersetzt, die im Dezember 2016 in Betrieb geht.